# 田中玉旧居
田中玉旧居为皖系军阀，原山东督军、省长田中玉在天津的故居，建于1922年，位于当时的天津法租界的圣路易路（Rue Saint Louis）（今天津市和平区营口道42号）。该建筑现为重点保护等级历史风貌建筑和天津市文物保护单位。

## 历史
1923年，山东发生孙美瑶临城劫车案。劫案平息后，英、美、法、意、比五国公使先后向北洋政府提出了最严厉的抗议并提出赔偿通牒，迫于压力，时任山东督军田中玉引咎辞职并寓居天津该旧居。1935年，田中玉去世，该故居由其后辈居住。1954年以后，成为天津市一商局石油采购供应站营业楼，其后又经过两次改建和扩建。现为民宅。

## 建筑风格
田中玉旧居为一所罗马式三层砖木结构楼房，设有地下室。占地1554.5平方米，总建筑面积为1756.16多平方米。楼前主入口设有四根超大尺度的爱奥尼亚式圆柱支撑三角形山花，形成两层楼高的门厅。建筑外立面为清水青砖墙面，该楼屋顶为尖顶四面坡式红瓦坡顶。二楼的三个阳台下装饰有花草雕塑。该楼内部共有18间房，一楼为客厅、餐厅、舞厅、休息厅、卫生间等；二楼为卧室、书房、居住间；三楼为居住间和储藏室。室内还设有壁炉、护墙板、双层玻璃外带纱窗以及人字形硬木地板。